# Calodipoena conica
Calodipoena conica är en spindelart som först beskrevs av Simon 1895.  Calodipoena conica ingår i släktet Calodipoena och familjen Mysmenidae.
Artens utbredningsområde är Algeriet. Inga underarter finns listade.